# Sarah McLeod
Sarah McLeod (Putaruru (Nieuw-Zeeland), 18 juli 1971) is een Nieuw-Zeelands film- en televisieactrice.
Haar bekendste rol was in de films The Lord of the Rings: The Fellowship of the Ring en The Lord of the Rings: The Return of the King waarin ze de hobbit Rosie Cotton speelde. Samwise Gamgee (gespeeld door Sean Astin) vraagt haar aan het einde van deel 3 met hem te trouwen. Haar dochter in het echt speelt ook haar dochter in de film.